# Garcia de Eça
Garcia de Eça, o Soleima (c. 1488 - 1524) foi um militar português do século XVI.

## Biografia
D. Garcia de Eça era filho sacrílego de D. Cristóvão de Eça (c. 1454 - ?), Clérigo, e neto paterno de D. Garcia de Eça e de sua primeira mulher Joana Soares de Albergaria.
Serviu como Fronteiro de Nuno Fernandes de Ataíde no Cerco de Safim em 1510, distinguindo-se muito. No ano seguinte, em 1511, acompanhou-o na entrada que fez em terras de Almedina, e em 1515 na acção intentada contra Marrocos.
Recebeu a alcunha de Soleima ou Colemia, e assim o designa o Cronista Damião de Góis.
A 10 de Dezembro de 1515 houve Alvará para se dar a D. Garcia de Eça 175.858 reais do último terço de seu casamento.
A 15 de Abril de 1516 houve Alvará para se dar a D. Garcia de Eça, Fidalgo da Casa Real, 9.000 reais de mercê.
A 13 de Agosto de 1524 houve Alvará de D. João III de Portugal para o Feitor de Safim não constranger a mulher e herdeiros de D. Garcia de Eça, que morreu na dita cidade, pelos 12.740 reais que devia à Fazenda Real.
A 3 de Setembro de 1524 houve Provisão para se dar a D. Francisca, viúva de D. Garcia de Eça, 20.000 reais de mercê.
Casou com D. Francisca de Sousa, sem geração.